# Stan Getz
Stanley Gayetzki, cunoscut sub numele de Stan Getz, (n. 2 februarie 1927, Pennsylvania, SUA – d. 6 iunie 1991, Malibu, California, SUA) a fost un saxofonist american de jazz.

## Discografie selectivă
- West Coast Jazz (1955)
- Hamp and Getz (1955)
- The Steamer (1956)
- For Musicians Only (1956)
- Stan Getz And The Oscar Peterson Trio (1957)
- At The Opera House (1957)
- Getz Meets Mulligan In Hi-Fi (1957)
- Focus (1961)
- Jazz Samba (1962), remasterizado en 1997
- Stan Getz With Cal Tjader (1963)
- Stan Getz And Luiz Bonfa Jazz Samba encore! (1963)
- Getz/Gilberto (1963), câștigătorul a două premii Grammy
- Getz/Gilberto #2 (1964)
- Getz Au-Go-Go (1964)
- Stan Getz & Bill Evans (1964)
- Sweet Rain (1967)
- Captain Marvel (1972)
- The Best Of Two Worlds (1976)
- The Peacocks (álbum) (1977)
- Apasionado (1990)
- Serenity (1991)
- People Time (1991), împreună cu Kenny Barron
- With European Friends - Live 1958-59 (1991)
- Bossas & Ballads - The Lost Sessions (2003), înregistrat în 1989, însă publicat abia în 2003
- Selections from Getz/Gilberto 76 (2015), înregistrat în 1976, publicat în 2015